# Зоологический музей Одесского университета
Зоологический музей Одесского университета (укр. Зоологічний музей Одеського університету) — образовательный и научно-просветительский центр, функционирующий при Одесском национальном университете имени И. И. Мечникова. Акроним музея, которые приводят при описании его экспонатов в научных публикациях, — ЗМОУ (кириллицей) и ZMOU (латиницей).

## История и описание
Императорский Новороссийский университет был открыт в Одессе в мае 1865 года. В состав отделения естествознания его физико-математического факультета входили зоологический и зоотомический кабинеты, состоявшие из коллекций музейных экспонатов, использовавшихся в учебных целях и начавшихся собираться ещё до появления самого университета (в период существования Ришельевского лицея). Одной из наиболее ценных из них была коллекция профессора Александра фон Нордмана, исследовавшего фауну Причерноморья. Собрания экспонатов со временем трансформировались в музей, коллекции которых пополнялись за счёт активной деятельности учёных университета, приобретавших нужные предметы в том числе и за границей. В 1919 году музей открыл свои двери и для посетителей, не связанных с деятельностью университета. Из-за расформирования в 1920 году университета и его возрождения в 1933 году зоологический музей также претерпел реорганизацию.
ЗМОУ является крупнейшим по площади залов и хранилищ зоологическим музеем в университетах Украины и в Украине в целом. Общая площадь его помещений превышает 1000 м² (для примера, площадь Зоологического музея Киевского университета составляет около 300 м²).
В штате Зоологического музея Одесского университета — 7 сотрудников. Директор музея — доктор биологических наук Владимир Лобков, являющийся одновременно заведующим кафедрой гидробиологии и общей экологии Одесского университета.

## Направления деятельности музея
Основные направления деятельности музея:
- просветительская деятельность (работа с посетителями)
- образовательная работа (занятия со студентами)
- научная работа (исследование фауны и истории науки)
- краеведческая работа (при музее действует Фонд имени Александра Браунера)
- издательская деятельность (Вести Фонда имени Браунера и материалы ежегодных чтений, посвящённых памяти Браунера)

## Музей как научный центр
В музее раз в два года силами его сотрудников проводятся «Браунеровские чтения», посвящённые исследованию фауны Причерноморья и смежным темам (одомашнивание животных, охота, миграции, ископаемые фауны) и изучению биографии Александра Браунера.
Осенью 2017 года ЗМОУ стал одним из трёх центров проведения 24-й Териологической школы-семинара, посвящённой теме «Зоологические коллекции, учёт и идентификация образцов».